# Estació Central de Milà
L'Estació Central de Milà (en italià: Milano Centrale, en llombard: Milan Centrala) és la principal estació de ferrocarril de Milà i una de les més importants d'Europa. En superfície és la més gran d'Europa, amb 24 andanes.
És una estació terminal i va ser oficialment inaugurada l'any 1931 per tal de reemplaçar l'antiga estació central de 1864, la qual va ser una estació de trànsit i no tenia capacitat per albergar nou tràfic després de l'obertura del túnel de Simplon el 1906. L'estació està connectada a la xarxa del tren d'alta velocitat amb les principals ciutats italianes i amb la xarxa convencional de ferrocarril amb Bolonya, Torí, Venècia, Gènova, Domodossola, Chiasso i Lecco.
L'estació va ser dissenyada per l'arquitecte Ulisse Stacchini (1871-1947). Va sofrir una reforma important de 2005 a 2010 durant la qual els elements històrics van ser restaurats i l'edifici va ser adaptat a l'evolució de les necessitats dels passatgers. L'antiga «Galleria delle Carrozze» que servia per al trànsit d'autos privats i taxis es va tancar i va ser transformada en una plaça coberta per a vianants.